# Kampianów-Kapelle
Die Kampianów-Kapelle ist eine Renaissancekapelle der Mariä-Himmelfahrt-Kathedrale in Lwiw (deutsch Lemberg), einer Stadt in Ostgalizien in der westlichen Ukraine.

## Geschichte

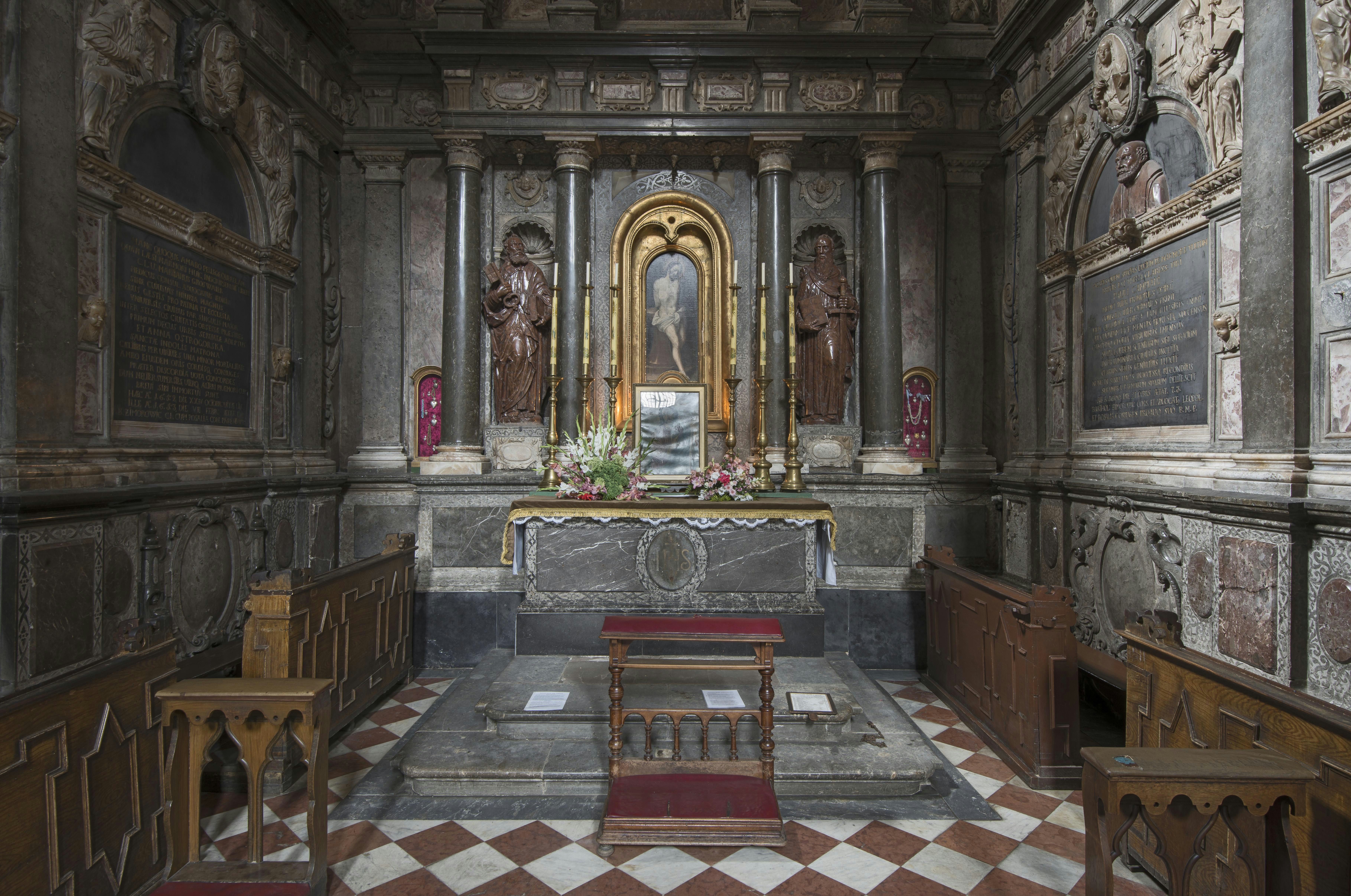
Innenraum (Ansicht 2017)

Die Kapelle wurde im Renaissancestil von Paolo Dominici Romanus erbaut. Der Altar aus der Renaissance ist von Heinrich Horst, die Medallions und Statuen von Johann Pfister und Wojciech Kapinos, die Fresken an der Kuppel von Stanisław Stroiński.

## Grablage
In der Kapelle sind Mitglieder der Familie Kampianów aus dem 16. und 17. Jahrhundert bestattet.

## Nachweis
- Kowalska H. Kampian (Novicampianus, Novicampius, Novus Campianus) Paweł (ok. 1527–1600) // Polski Słownik Biograficzny. – Kraków, 1964–1965